# Silver (singolo)
Silver è un singolo del gruppo musicale inglese Echo & the Bunnymen, pubblicato il 13 aprile 1984 come secondo estratto dall'album Ocean Rain.
Rimase nella classifica britannica per cinque settimane, raggiungendo il suo picco al numero 30. Arrivò anche al numero 14 della classifica irlandese.
Il lato B del 7" è Angels and Devils. La versione del 12" è più lunga di un minuto e cinquanta secondi e intitolata Silver (Tidal Wave). Le versioni del 7" e del 12" furono registrate allo Studio Des Dames di Parigi e all'Amazon Studio di Liverpool, mentre Angels and Devils venne registrata al The Automat di San Francisco il 18 marzo 1984.

## Tracce
Testi e musiche degli Echo & the Bunnymen.

### 7"
Lato 1
1. Silver - 3:19

Lato 2
1. Angels and Devils - 4:24

### 12"
Lato 1
1. Silver (Tidal Wave) - 5:09

Lato 2
1. Silver - 3:19
2. Angels and Devils - 4:24

## Classifiche
| Classifica (1984) | Posizione massima |
| ----------------- | ----------------- |
| Regno Unito       | 30                |
| Irlanda           | 14                |

## Formazione
- Ian McCulloch - voce, chitarra
- Will Sergeant - chitarra
- Les Pattinson - basso
- Pete de Freitas - batteria

### Altri musicisti
- Adam Peters - pianoforte, violoncello